# Bruno-Désiré de Heere
Bruno-Désiré de Heere (Sint-Michiels 22 mei 1792 - Brussel 13 december 1857) was burgemeester van de Belgische gemeente Sint-Michiels bij Brugge.

## Familie
Bruno Robert François Désiré de Heere, meestal Bruno-Désiré genoemd, behoorde tot een familie waarvan een lid al in 1667 in de adelstand was opgenomen. Vanaf de vijftiende eeuw waren er al voorvaders burgemeester in Veurne, in Brugge en in het Brugse Vrije.
Bruno-Désiré was de zoon van Bruno-Maximilien (1757-1815), heer van Beauvoorde, die de laatste schout van Brugge was geweest en getrouwd was met Jeanne Papeians de Morchoven.
Het gezin woonde in een groot herenhuis op de Markt van Brugge. Toen Napoleon en Marie-Louise in 1810 hun Blijde Intrede in Brugge deden, werd Jérôme Bonaparte, koning van Westfalen, bij de De Heeres gelogeerd.
De schout had zonder al te veel kleerscheuren de revolutietijd overleefd en onder het keizerrijk opnieuw functies uitgeoefend. Hij was ook bereid om dit verder te doen in dienst van het Verenigd Koninkrijk der Nederlanden, maar zijn vroege dood verhinderde dit.

## Verenigd Koninkrijk der Nederlanden
De jonge Bruno-Désiré deed wat zijn vader zich had voorgenomen, namelijk op goede voet te staan met de nieuwe machthebbers.
Hij behoorde tot de eersten om de erkenning van zijn adellijke status aan te vragen en verkreeg die begin 1816, met de erfelijke titel van baron erbij. Hij werd dan ook benoemd in de Ridderschap van de provincie West-Vlaanderen en gekozen in de Provinciale Staten van West-Vlaanderen. Net als zijn schoonbroer Kervyn was hij lid van de Koninklijke Maatschappij van Vaderlandsche Taal en Letterkunde. Van 1826 tot 1830 was hij een bescheiden lid van de Oranjegezinde Brugse vrijmetselaarsloge La Réunion des Amis du Nord.
Maar tegen het einde van de jaren twintig ging hij tot de misnoegden behoren. Hij nam deel aan het banket dat werd georganiseerd op 9 juli 1829, waarmee de notabelen van de stad hun ongenoegen uitdrukten over de gang van zaken.

## Burgemeester
Vanaf 1818 was de schoonbroer van De Heere, Joseph Guillaume Kervyn burgemeester van de gemeente, en dit tot in 1820. Toen werd beroep gedaan op Bruno de Heere en hij bekleedde het burgemeesterschap tot in 1831. Hij werd toen opgevolgd door Hyppolite D'Hont.
Verdween hij toen uit het Brugse? Het is alvast in Brussel dat hij overleed. Hij was vrijgezel gebleven.